# Darren Burns
Darren Burns (ur. 25 grudnia 1984) – amerykański zapaśnik. Brązowy medalista mistrzostw panamerykańskich w 2005. Dziewiąty w Pucharze Świata w 2014. Zawodnik University of North Carolina at Greensboro.